# لشکر ۵۳ پیاده (ولز)
لشکر ۵۳ پیاده ولز (انگلیسی: 53rd) لشکر پیاده‌نظام نیروی زمینی بریتانیا بود، که در سال ۱۹۰۸ تأسیس شد و در سال ۱۹۴۵ منحل گردید.
لشکر ۵۶ پیاده ولز یک لشکر پیاده نظام ارتش بریتانیا بود که در جنگ جهانی اول و جنگ جهانی دوم جنگید. این لشکر که در ابتدا در سال ۱۹۰۸ به عنوان لشکر ولزی، بخشی از نیروی زمینی سرزمینی تشکیل شد، در جنگ جهانی اول خدمت کرد و در اواسط سال ۱۹۱۵ به لشکر ۵۳ (ولزی) تبدیل شد و در نبرد گالیپولی و خاورمیانه جنگید. این لشکر که در دوره بین دو جنگ به عنوان یک تشکیلات زمان صلح در ارتش زمینی فعال باقی ماند، دوباره در جنگ جهانی دوم شرکت کرد و از ژوئن ۱۹۴۴ تا مه ۱۹۴۵ در شمال غربی اروپا جنگید.
لشکر ۵۳ در پایان جنگ به طور موقت منحل شد، اما در سال ۱۹۴۷ با اصلاح و سازماندهی مجدد ارتش زمینی دوباره فعال شد. در سال ۱۹۶۸ این لشکر سرانجام غیرفعال شد، اما تیپ ۱۶۰ آن تا به امروز در خدمت است.  همانطور که از نامش پیداست، این لشکر عمدتاً در ولز، و همچنین در هرفوردشایر، شروپشایر و چشایر نیرو جذب می‌کرد.